# 礼耕堂 (湖州)
礼耕堂，位于中國浙江省湖州市南浔区和孚镇荻港村秀水桥堍，由荻港吴氏家族的吴元晋建于清乾隆年间，前后四进，包括轿厅、大厅和楼厅，占地二千平方米。1960年代为吴兴商校占用，文革中受损。2011年2月25日公布为第七批文保单位，并进行复原修缮，用于展示荻港吴氏家族和乡贤名人的历史。